# Suna (álbum)
Suna es el cuarto álbum de la banda peruana de pop rock Mar de Copas. Lanzado en el año 1999 con la disquera MDC Producciones. Asimismo, es también el nombre de la canción que apertura el disco.

## Historia
Fue lanzado en agosto de 1999 alcanzando gran éxito en la escena local, debido en parte al estilo más roquero del disco, conservando el tono melancólico de los tres trabajos anteriores (Rock romántico-depresivo). Este álbum fue uno de los que tuvo mayor difusión en los medios abiertos y el cual trajo consigo un mayor conocimiento por parte del público en general sobre el trabajo de la banda.
Suna se traduce en un álbum de un gran vuelo melódico que, sin embargo, exhibe las líneas de guitarra más roqueras que haya mostrado Mar de Copas en toda su trayectoria: un poco pesadas en "No puedo olvidarte", "Suna" y el inicio de "Adiós amor", psicodélicas en "Enloqueciendo", simplemente rocanroleras en la parte final de la canción "Lo que tu gesto da". 
A ello hay que sumarle algunas sorpresas más, como dos insólitas adaptaciones: una del Himno de la Internacional Socialista ("La Internacional") y otra, en clave Cocteau Twins, del clásico estudio de guitarra de Francisco Tarrega ("Estudio Tarrega"). Una desgarrada y eléctrica chacarera titulada "Samba"; un canapé electroacústico a lo Smiths titulado "Serenata"; un par de temas inclasificables que son "Desconcierto" y "A tu lado".
El disco se completa con algunas rebanadas de pop ágil y luminoso: "El rumbo del mar", "Nadie duerma en la ciudad", "Así fue que una historia murió", "La máquina del tiempo" y "La reina de los bares", que terminan configurando un disco que los fanes de Mar de Copas reconocerán de inmediato pero que, al mismo tiempo, posee nuevos aires que oxigenan razonablemente la propuesta del grupo. En Radio Doble Nueve la canción «Suna» alcanzó el puesto 78 del ranking annual 1999.

## Lista de canciones
1. La Internacional (cover de "L'internationale" de Eugène Pottier y Pierre Degeyter)
2. Suna
3. La máquina del tiempo
4. Lo que tu gesto da
5. El rumbo del mar
6. Serenata
7. Así fue que una historia murió
8. Nadie duerma en la ciudad
9. Enloqueciendo
10. Samba
11. La reina de los bares
12. Desconcierto
13. A tu lado
14. No puedo olvidarte
15. Adiós amor
16. Estudio Tarrega